# Валиуллин, Абделсамат Мингалеевич
Абделсамат (Самат) Мингалеевич Валиуллин (04.01.1947) — советский лыжник и биатлонист, призёр чемпионата СССР по лыжным гонкам, чемпион (1975) и бронзовый призёр чемпионата СССР по биатлону. Мастер спорта СССР по биатлону.

## Биография
Представлял спортивное общество «Труд» и город Ульяновск. Воспитанник тренера Назима Мухитова.
Серебряный призёр чемпионата СССР по лыжным гонкам 1974 года, проводившегося в рамках III зимней Спартакиады народов СССР. Свою медаль завоевал в эстафете в составе сборной РСФСР.
В 1975 году перешёл в биатлон. На чемпионате СССР по биатлону 1975 года стал обладателем золотых медалей — в составе сборной общества «Труд» победил в гонке патрулей, прошедшей 16 апреля 1975 года в Мурманске впервые в истории чемпионатов СССР (после долгого перерыва и по новым правилам). На следующем чемпионате СССР, в 1976 году, стал бронзовым призёром спринтерской гонки, уступив Александру Тихонову и Анатолию Алябьеву.
Входил в расширенный состав сборной СССР, принимал участие в международных соревнованиях. По воспоминаниям тренера сборной Александра Привалова, был силён в лыжном ходе, но не отличался стабильной стрельбой.

## Личная жизнь
Сын — Рустам Валиуллин, выступавший за сборную Беларуси по биатлону.